# Orlovka (Baixkíria)
Orlovka - Орловка (rus) - és un poble de Baixkíria, a Rússia, que en el cens del 2010 tenia 300 habitants. Pertany al districte d'Arkhànguelskoie.